# Горошко, Ярослав Павлович
Ярослав Павлович Горошко (4 октября 1957 — 8 июня 1994) — советский и украинский военнослужащий войск специального назначения. Герой Советского Союза. Участник Афганской войны.

## Биография и военная карьера
Родился 4 октября 1957 года в селе Борщёвка Лановецкого района Тернопольской области Украинской ССР в семье учителя. Украинец.
В 1974 году окончил 10 классов. Поступал в Хмельницкое высшее военное командное артиллерийское училище, но не добрал баллов. Работал на электроремонтном заводе.
В 1976 году призван на срочную службу в ряды Советской Армии.
Отслужив год в 1977 поступил на обучение в Хмельницкое высшее военное командное артиллерийское училище, которое закончил в 1981 году.
С сентября 1981 по сентябрь 1983 года — занимал должность командира миномётного взвода 2-й десантно-штурмовой роты десантно-штурмового батальона 70-й Отдельной гвардейской Краснознамённой мотострелковой бригады дислоцированной в г. Кандагар, Афганистан.
Принимал участие в боевых действиях. Был награждён медалью «За отвагу» и орденом Красной звезды.
С осени 1983 по декабрь 1986 года — командир группы спецоружия в 8-й отдельной бригаде специального назначения ПрикВО в г. Изяслав Хмельницкой области Украинской ССР.
С 1985 до 1991 года — член КПСС.
В декабре 1986 года был назначен командиром роты специального назначения в 5-ю отдельную бригаду специального назначения (Белорусский военный округ; город Марьина Горка Минской области БССР).
В январе 1987 года Горошко написал рапорт с просьбой отправить его на прохождение дальнейшей службы в ОКСВА. В феврале того же года он принял должность командира 3-й роты специального назначения в 186-м отдельном отряде специального назначения 22-й обрспн с дислоцированной в г. Шахджой провинции Забуль. За время прохождения службы в Афганистане совершил более 40 боевых выходов.
В 1988 году поступил в Военную академию имени М. В. Фрунзе на факультет «Специальная разведка», которую закончил в 1991 году.
С 1991 года — командир отдельного отряда специального назначения в 8-й обрспн.
После распада СССР, с 1992 года Я. П. Горошко стоял у истоков создания войсковой разведки Вооружённых сил Украины. Служил в 1464-м полку специального назначения Военно-морских сил Украины.
С сентября 1993 по июнь 1994 года — начальник школы № 2 Главного управления разведки Министерства обороны Украины в Киеве. Подполковник.
В 1993 году Ярославу Горошко было доверено сформировать 10-й отдельный отряд специального назначения.
Погиб 8 июня 1994 года во время тренировочного заплыва в Днепре (по официальной версии — утонул в результате остановки сердца). Похоронен в родном селе.

## Бой и подвиг
Из наградного листа о присвоении звания Герой Советского Союза:
В бою 31 октября 1987 года во главе группы спецназа получил приказ прибыть на помощь окружённой противником группе старшего лейтенанта Онищука О. П. К моменту их прибытия окруженная группа погибла. Атаковав обнаруженных на месте боя душманов, группа Горошко нанесла им большой урон (на месте боя было обнаружено 18 тел погибших мятежников), а оставшихся обратила в бегство, эвакуировав тела погибших боевых товарищей.
Указом Президиума Верховного Совета СССР от 5 мая 1988 года «За мужество и героизм, проявленные при оказании интернациональной помощи Демократической Республике Афганистан, капитану Горошко Ярославу Павловичу присвоено звание Героя Советского Союза с вручением ордена Ленина и медали „Золотая Звезда“».

## Награды
- Медаль «Золотая Звезда» Героя Советского Союза.
- Орден Ленина (5.05.1988).
- Два ордена Красной Звезды.
- Медаль «За отвагу».

## Память
- Его именем названа школа в родном селе Борщёвка; на школе установлена мемориальная доска с барельефом Героя.

## Семья
Оба сына — Иван и Павел — пошли по стопам отца и стали офицерами.